# Carpocoris purpureipennis
Espèce
Carpocoris purpureipennis est une espèce d'insectes du sous-ordre des hétéroptères (punaises) de la famille des Pentatomidae.

## Description

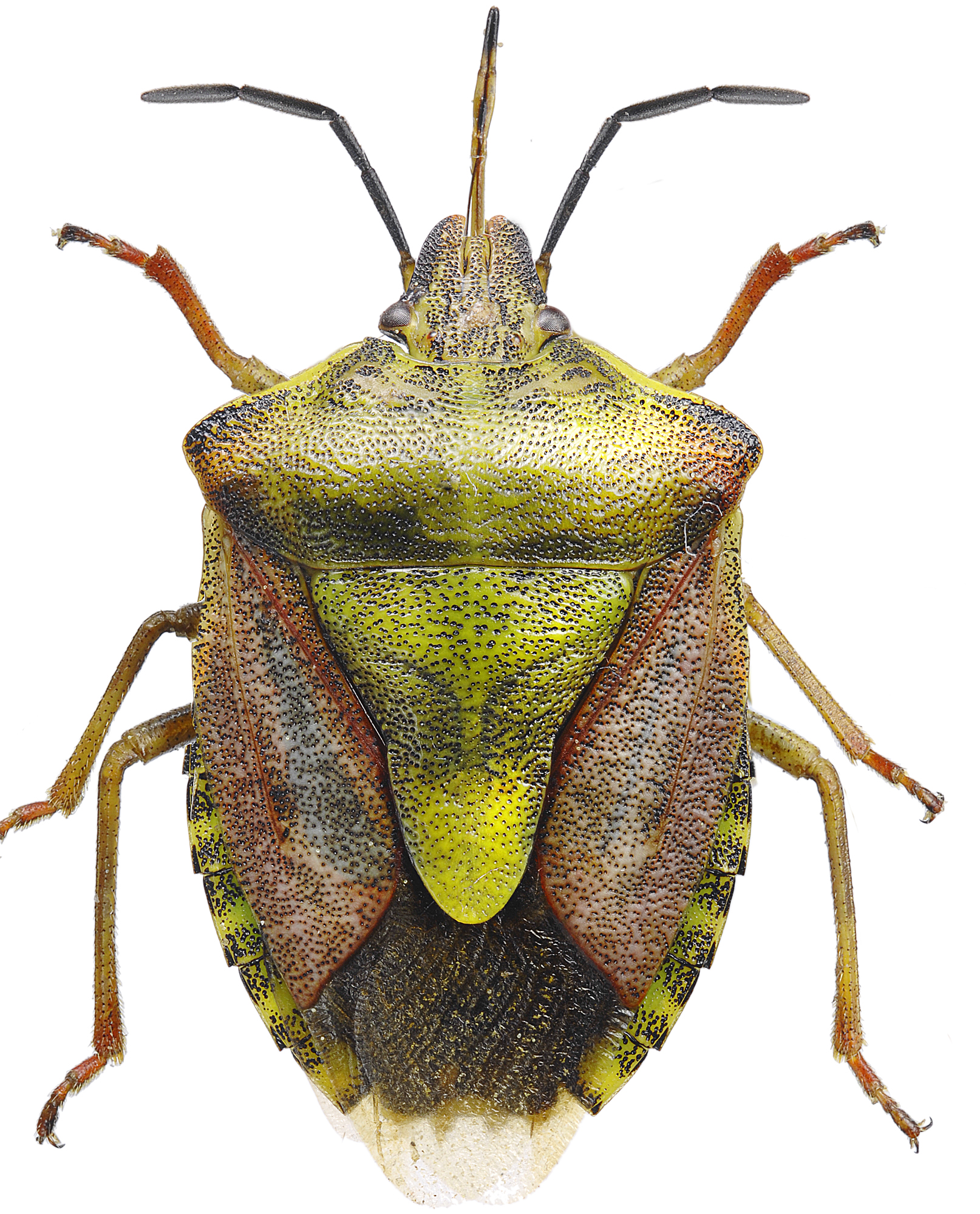
C. purpureipennis

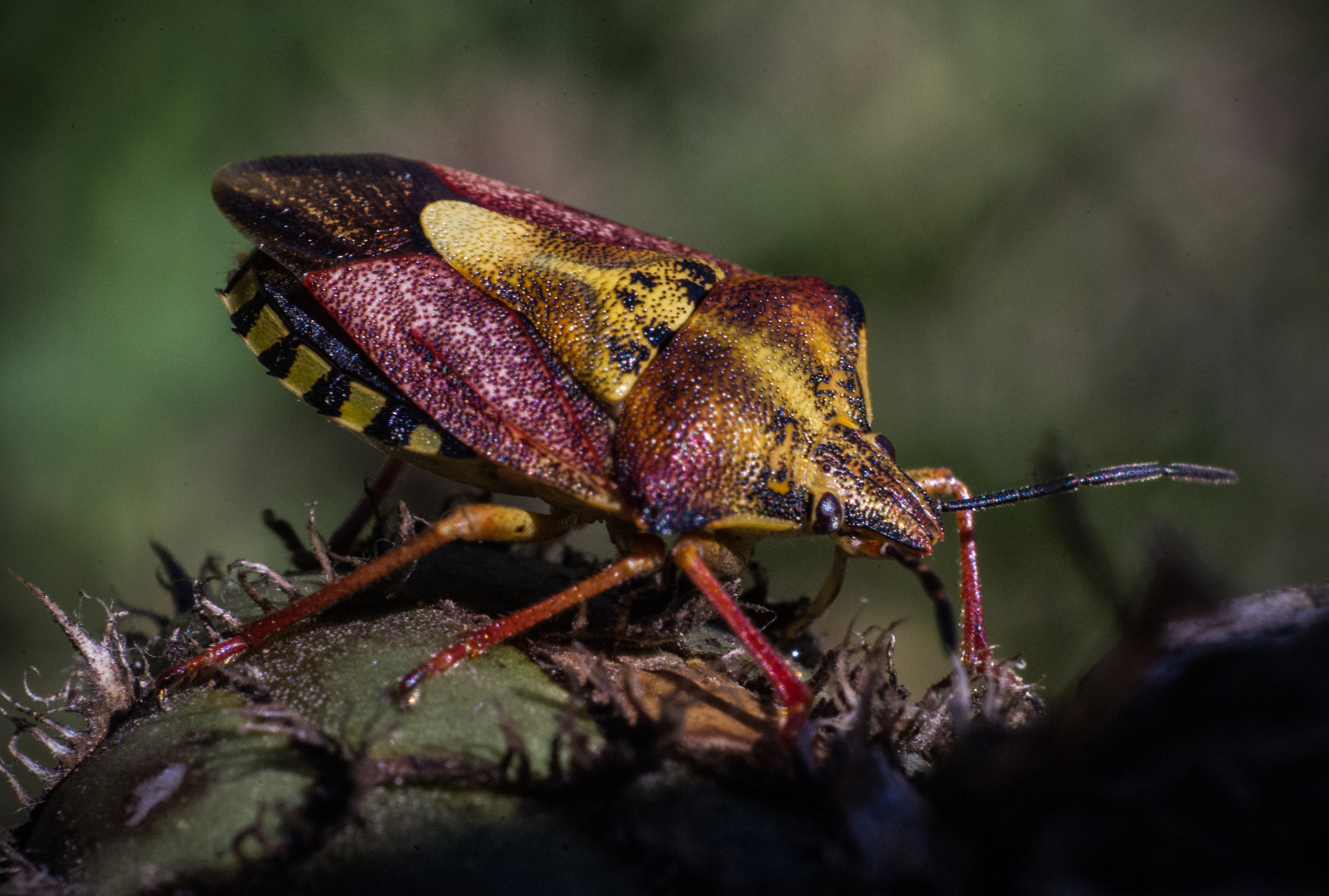
C. purpureipennis (coloris très vifs) (Drôme, France).

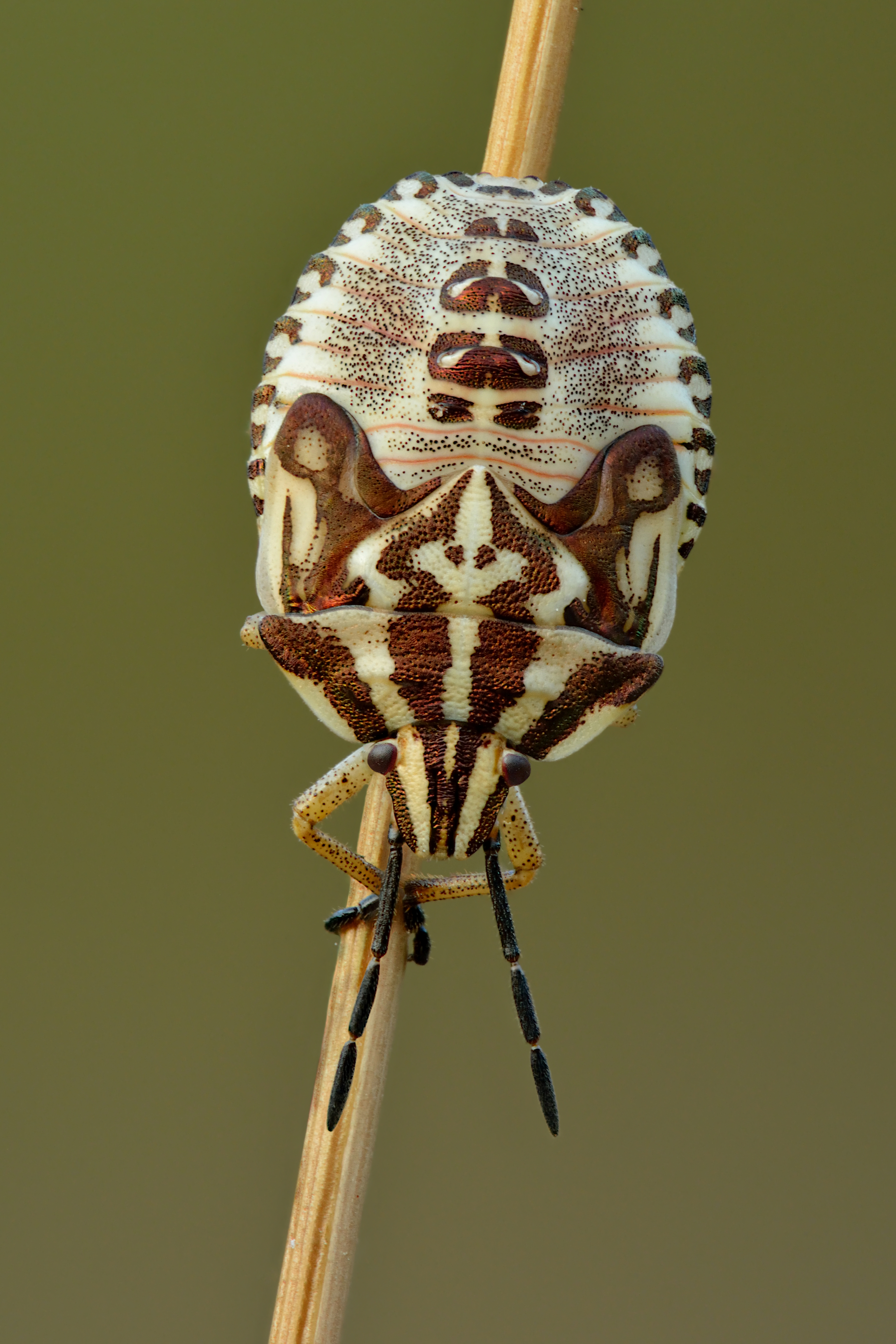
Nymphe de C. purpureipennis.

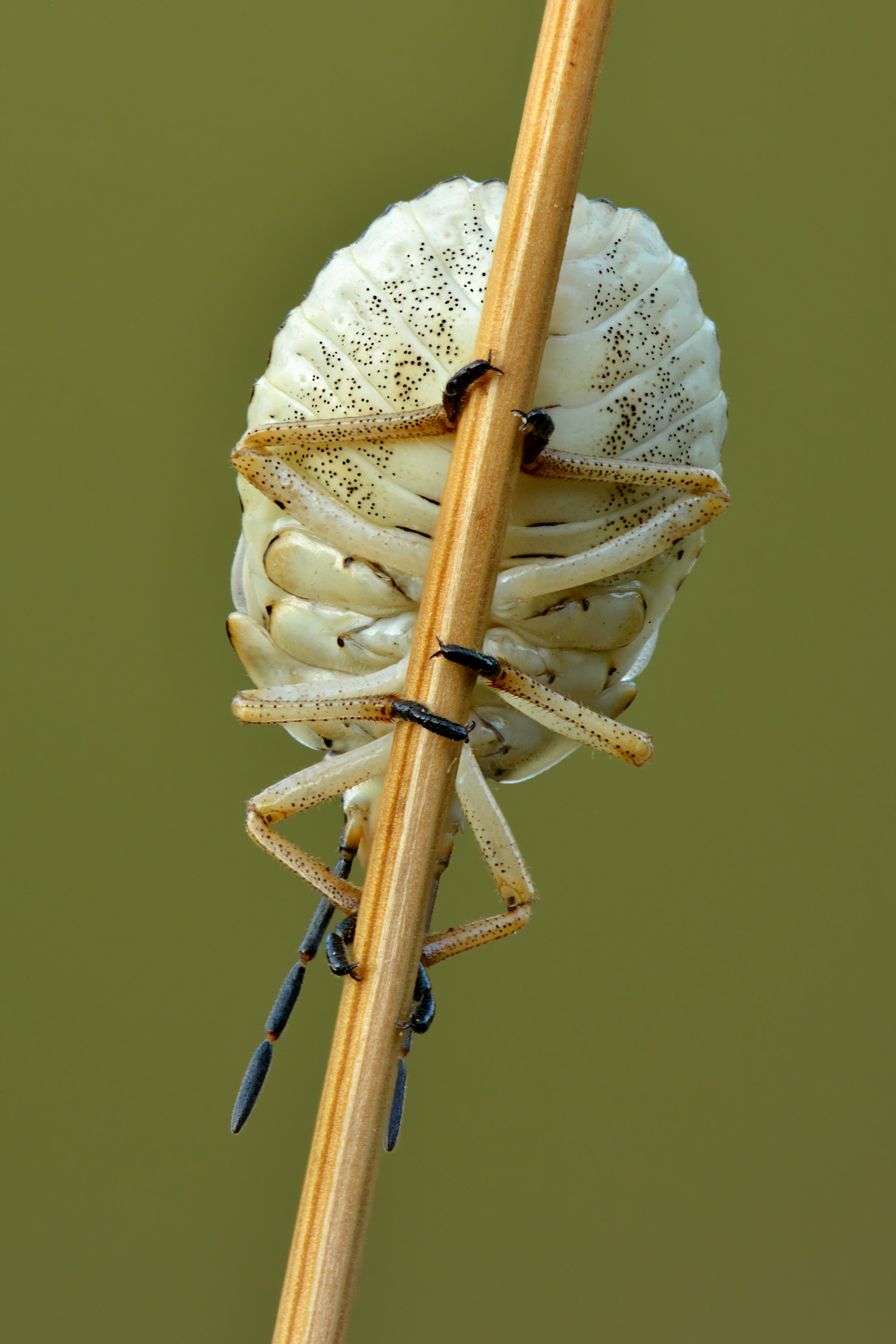
Nymphe de C. purpureipennis vue de dessous.

Carpocoris purpureipennis est une espèce mesurant entre 10 et 13 mm chez l'adulte. Son aspect est globalement ovale et sa coloration est très variable ce qui ne permet pas de le distinguer des autres espèces du genre Carpocoris par son habitus. Il possède des angles huméraux peu saillants mais aigus avec une tache noire s'étendant surtout vers le bord antéro-latéral du pronotum. Ce bord antérieur du pronotum est aussi surligné d'un ourlet régulier de coloration plus pâle. Le bord basal des cories est plus proche de l'angle huméral que du scutellum. Les bords latéraux du scutellum sont relativement droit, sans échancrure nette. Cette dernière caractéristique permet de le distinguer de C. pudicus dont l'habitus est très proche.
Les antennes sont noires sauf le premier article qui est orange. Les pattes varient du rouge au jaune.
Les larves au stade V ont des cercles noirs parfois incomplets sur le connexivum.

## Distribution et habitat
C. purpureipennis est répandue dans une vaste partie de l'Europe, s'étendant également en Asie. Elle est plus rare dans les régions méditerranéennes où elle préfère les zones d'altitude, jusqu'à 1 900 mètres, au climat plus frais. Polyphage, on la retrouve dans de nombreux biotopes, boisements humides et ombragés, pelouses sèches ensoleillées, prairies ou terrains rocailleux. Elle se nourrit notamment sur les brassicacées, les poacées (graminées) ou encore les cirses.

## Classification
L’espèce Carpocoris purpureipennis est décrite pour la première fois par l'entomologiste suédois Charles de Geer en 1773 à partir du type Cimex purpureipennis De Geer, 1773.